# Royal Rumble (2006)
Royal Rumble 2006 fue la decimonovena edición del Royal Rumble, un evento pago por visión de lucha libre profesional de la World Wrestling Entertainment. Tuvo lugar el 29 de enero de 2006 desde el AmericanAirlines Arena en Miami, Florida. El evento tuvo un estilo similar al de la antigua roma, similar a WrestleMania IX basado el póster promocional, en donde Vince McMahon como Julio César, junto con su familia, salián vestidos como romanos. El tema fue Coloseum de WWE Productions.

## Resultados
- Lucha en Heat: Finlay derrotó a Brian Kendrick (2:07)
  - Finlay cubrió a Kendrick después de un "Celtic Cross".
- Gregory Helms derrotó a Kid Kash (c), Funaki, Jamie Noble, Nunzio y a Paul London en un Six-Way Match ganando el Campeonato Peso Crucero (7:40)
  - Helms cubrió a Funaki después de una "Shining Wizard".
  - Helms era una superestrella de RAW cuando entró a la pelea, pero, después de ganarla, fue movido a SmackDown!
- Mickie James derrotó a Ashley Massaro (con Trish Stratus como Árbitro Especial) (7:44)
  - James cubrió a Massaro después de un "Powerbomb".
- The Boogeyman derrotó a John Bradshaw Layfield (con Jillian Hall) (1:54)
  - The Boogeyman cubrió a JBL después de un "Goodnight".
- Rey Mysterio ganó el Royal Rumble 2006 (1:02:12)
  - Rey Mysterio eliminó finalmente a Randy Orton, ganando la lucha.
  - Mysterio rompió el récord del luchador con mayor estancia en un Royal Rumble, superando el tiempo de Chris Benoit en el anterior Royal Rumble 2004.
- John Cena derrotó a Edge (con Lita) ganando el Campeonato de la WWE (14:02)
  - Cena forzó a Edge a rendirse con la "STFU".
- Kurt Angle derrotó a Mark Henry (con Daivari) reteniendo el Campeonato Mundial Peso Pesado (9:29)
  - Angle cubrió a Henry con un "Roll Up" después de golpearlo contra un esquinero sin acolchado.
  - Después de la lucha, The Undertaker hizo su regreso, destruyó el ring y retó a Angle por el título para el siguiente evento.

## Royal Rumble entradas y eliminaciones

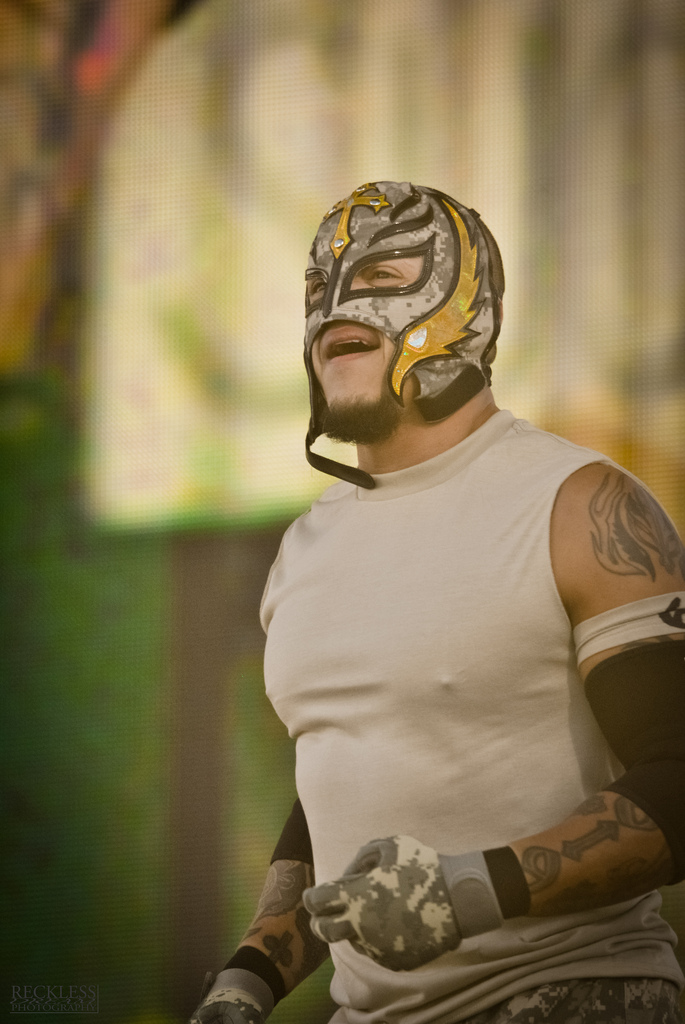
Rey Mysterio, el ganador del Royal Rumble 2006.

Color rojo ██ indica una superestrella de RAW y color azul ██ indica una superestrella de SmackDown!. Cada superestrella entraba aproximadamente cada 90 segundos.
| Entró | Entró               | Eliminado por | Eliminado por       | Tiempo  |
| ----- | ------------------- | ------------- | ------------------- | ------- |
| 1     | Triple H            | 28            | Mysterio            | 1:00:15 |
| 2     | Rey Mysterio        | -             | Ganador             | 1:02:12 |
| 3     | Simon Dean          | 1             | Mysterio & Triple H | 00:45   |
| 4     | Psicosis            | 2             | Mysterio            | 01:15   |
| 5     | Ric Flair           | 3             | Triple H            | 01:20   |
| 6     | The Big Show        | 7             | Triple H            | 09:02   |
| 7     | Jonathan Coachman   | 4             | Big Show            | 00:30   |
| 8     | Bobby Lashley       | 6             | Big Show & Kane     | 04:17   |
| 9     | Kane                | 8             | Triple H            | 03:33   |
| 10    | Sylvan              | 5             | Lashley             | 00:18   |
| 11    | Carlito             | 26            | Rob Van Dam         | 38:29   |
| 12    | Chris Benoit        | 17            | Orton               | 30:31   |
| 13    | Booker T            | 9             | Benoit              | 00:18   |
| 14    | Joey Mercury        | 22            | Nitro               | 29:14   |
| 15    | Tatanka             | 12            | Mercury & Nitro     | 14:09   |
| 16    | Johnny Nitro        | 23            | Michaels            | 25:45   |
| 17    | Trevor Murdoch      | 13            | Michaels            | 13:41   |
| 18    | Eugene              | 15            | Benoit              | 16:25   |
| 19    | Road Warrior Animal | 10            | Van Dam             | 02:49   |
| 20    | Rob Van Dam         | 27            | Mysterio            | 23:52   |
| 21    | Orlando Jordan      | 21            | Orton               | 16:09   |
| 22    | Chavo Guerrero      | 11            | Triple H            | 00:59   |
| 23    | Matt Hardy          | 14            | Viscera             | 07:42   |
| 24    | Super Crazy         | 16            | Mysterio            | 07:40   |
| 25    | Shawn Michaels      | 25            | Shane McMahon       | 12:55   |
| 26    | Chris Masters       | 19            | Carlito             | 07:01   |
| 27    | Viscera             | 18            | Carlito & Masters   | 05:20   |
| 28    | Shelton Benjamin    | 24            | Michaels            | 06:51   |
| 29    | Goldust             | 20            | Rob Van Dam         | 03:09   |
| 30    | Randy Orton         | 29            | Rey Mysterio        | 13:04   |

1. ↑  Rompió el récord de mayor estancia en un Royal Rumble.
2. ↑  No participó en el Royal Rumble.

## Luchas de clasificación para Royal Rumble Match
- Chavo Guerrero derrotó a Rob Conway - Raw , 9 de enero

- Shelton Benjamin derrotó a Val Venis - Raw , 9 de enero

- Kane derrotó a Snitsky - Raw , 9 de enero

- Sylvan derrotó a Scotty 2 Hotty - WWE Velocity , 15 de enero (se emitió el 21 de enero)
- Trevor Murdoch derrotó a Antonio Thomas - WWE Heat , 16 de enero (se emitió el 20 de enero)
- Viscera derrotó a Lance Cade , Gregory Helms y Tyson Tomko en un Battle Royal Match - WWE Heat , 16 de enero (se emitió el 20 de enero)
- Jonathan Coachman derrotó a Jerry Lawler - Raw , 23 de enero
- Los Mexicools ( Psicosis y Super Crazy ) derrotaron a The Dicks ( Chad y James ) y a The Full Blooded Italianos ( Nunzio y Vito ) en un Triple Threat tag team match - SmackDown! , 24 de enero (se emitió el 27 de enero)

## Otros que estuvieron en el Royal Rumble
| Commentaristas - Michael Cole - SmackDown! / Royal Rumble match - Jerry "The King" Lawler - RAW / Royal Rumble match - Joey Styles - RAW - Tazz - SmackDown! Comentaristas en Español - Carlos Cabrera - Hugo Savinovich Árbitros de RAW - Mike Chioda - Mickie Henson Árbitros de SmackDown - Nick Patrick - Jim Korderas - Charles Robinson - Chris Kay | Pequeñas entrevistas - Todd Grisham - Josh Mathews Otros - Tony Chimel - Anunciador del ring de SmackDown! - Lillian Garcia - Anunciadora del ring de RAW / Royal Rumble match - Theodore Long - General Manager de SmackDown! - Vince McMahon - General Manager de RAW - Candice Michelle - En la máquina seleccionardora de números - Victoria - En la máquina seleccionardora de números - Torrie Wilson - En la máquina seleccionardora de números |